# Julian Pollersbeck
Julian Pollersbeck (Altötting, 1994. augusztus 16. –) német korosztályos válogatott labdarúgó, az 1. FC Magdeburg játékosa.

## Pályafutása
Pályafutását ifjúsági szinten DJK Emmerting csapatánál kezdte, majd 2010-ben a Wacker Burghausen csapatának az akadémiájára került. Itt lett profi játékos is. Pályára nem lépett az első csapatban, de három alkalommal a kispadra nevezték. A tartalék csapatban viszont kapott lehetőséget hét alkalommal. 2013 nyarán a Kaiserslautern együtteséhez igazolt. Itt többnyire a második csapatnak volt tagja. A 2016-17-es szezonban viszont már védett a felnőttek között. 2016. szeptember 11-én a SV Sandhausen ellen debütált a Bundesliga 2-ben csereként.
2020 szeptemberében négy évre írt alá a francia Lyon csapatához. 2021. március 6-án mutatkozott be a kupában a Sochaux ellen. 2023. január 31-én a Lorient vette kölcsönben. Június 13-án a Lyon bejelentette, hogy közös megegyezéssel felbontotta a szerződését, így július 1-től szabadon igazolhatóvá vált. Két nappal később az 1. FC Magdeburg csapatával kötött szerződést.

## Válogatott
2016. november 10-én a német U21-es labdarúgó-válogatottban debütált a török U21-es labdarúgó-válogatott ellen.

## Sikerei, díjai
- Németország U21
  - U21-es labdarúgó-Európa-bajnokság: 2017